# 美国战队：世界警察
《美国战队：世界警察》（英語：Team America: World Police）是一部2004年上映的木偶喜剧电影，由特雷·帕克执导，他与马特·斯通和帕姆·布雷迪共同编剧。帕克和斯通与克里斯汀·米勒、马苏米·马克斯、达兰·诺里斯、菲尔·亨德里、莫里斯·拉马奇、杰里米·沙达和弗雷德·塔塔西奥雷共同主演。影片是一部对动作片套路、美国军国主义以及美国外交政策的讽刺作品，讲述了一个虚构的国际反恐部队招募一名百老汇演员，协助拯救世界免受金正日及其伊斯兰恐怖分子和自由派好莱坞演员联盟的威胁。
影片采用木偶和微缩模型效果，类似于超级木偶技术，以英国电视节目《雷鸟神机队》而闻名，尽管斯通和帕克并非该节目的粉丝。他们与前《南方公园》编剧布雷迪合作近两年完善剧本。影片制作过程充满挑战，木偶的各种技术问题以及紧张的档期使得按时完成上映成为难题。影片还与美国电影协会多次冲突，因涉及木偶的露骨性爱场景而多次被评为NC-17级。
《美国战队：世界警察》于2004年10月14日在丹佛电影节首映，次日在美国影院上映。影片获得了评论家的普遍好评，并在票房上取得了一定的成功，全球票房超过5100万美元，制作预算为3200万美元。

## 剧情
美国战队是一个致力于反恐的国际组织，在巴黎击败了一群伊斯兰恐怖分子，但意外摧毁了埃菲尔铁塔、凯旋门和卢浮宫。战队成员包括理想主义的心理学家丽莎、她的爱慕者卡森、通灵者莎拉、爱慕莎拉的运动员乔和憎恨演员的武术专家克里斯。卡森向丽莎求婚，但一名恐怖分子在他求婚时杀死了他。
美国战队领导人斯波茨伍德将百老汇演员加里·约翰斯顿带到位于拉什莫尔山的基地，要求他利用演技潜入恐怖组织。战队不知，朝鲜独裁者金正日正在向全球恐怖分子提供大规模杀伤性武器。加里潜入开罗的恐怖组织。战队被发现，发生追逐，最终美国战队消灭了恐怖分子，但开罗被毁，引发了由亚历克·鲍德温领导的自由派好莱坞演员工会——电影演员协会（FAG）的批评和愤怒。
在拉什莫尔山，加里告诉丽莎，他小时候的演技导致哥哥汤米被大猩猩残忍杀害。两人亲密接触并发生关系时，恐怖分子为报复开罗行动，炸毁了巴拿马运河，造成数千人死亡。FAG指责美国战队，而金正日则斥责恐怖分子过早引爆了一枚炸弹。加里感到自己的演技再次导致无辜者死亡，辞去了美国战队的职务。战队其他成员前往中东，但被朝鲜军队击败并俘虏，迈克尔·摩尔则在自杀式袭击中炸毁了美国战队的基地。在朝鲜，金正日邀请FAG和世界领导人参加和平仪式，计划在他们分心时引爆全球多枚炸弹。
加里陷入抑郁，一名醉酒的流浪汉关于生殖器的漫谈提醒他责任所在。回到基地，他发现斯波茨伍德在摩尔的爆炸中幸存。加里通过给斯波茨伍德口交并接受一天的训练，重新获得信任。他前往朝鲜，利用演技潜入基地，解救战队，但丽莎被金正日扣为人质。战队与FAG对峙，战斗中杀死了大部分FAG成员。加里利用演技救下克里斯，克里斯承认他憎恨演员是因为19岁时被音乐剧《猫》的演员轮奸。
战队闯入和平仪式，加里上台发表了流浪汉演讲的改编版，论证“鸡巴”虽然被“阴道”批评，但对阻止“混蛋”是必要的，说服世界领导人团结。金正日背叛并杀死了鲍德温，但被丽莎踢下阳台，刺死在德国代表的尖顶盔上。金正日露出蟑螂外星人的真身，乘飞船逃走，发誓要回来。加里和丽莎幸福地开始恋爱，战队再次团结，准备再次对抗全球恐怖分子。

## 演员
- 特雷·帕克 饰 加里·约翰斯顿 / 乔·史密斯 / 卡森 / 金正日 / 汉斯·布利克斯 / 马特·达蒙 / 蒂姆·罗宾斯 / 肖恩·潘 / 迈克尔·摩尔 / 海伦·亨特 / 彼得·詹宁斯 / 苏珊·萨兰登 / 酒吧里的醉汉 / 丽芙·泰勒 / 珍妮·加洛法洛
- 马特·斯通 饰 克里斯·罗斯 / 乔治·克鲁尼 / 丹尼·格洛弗 / 伊桑·霍克 / 马丁·辛
- 克里斯汀·米勒 饰 丽莎·琼斯
- 马苏米·马克斯 饰 莎拉·王
- 达兰·诺里斯 饰 斯波茨伍德
- 菲尔·亨德里 饰 I.N.T.E.L.L.I.G.E.N.C.E. / 车臣恐怖分子
- 莫里斯·拉马奇 饰 亚历克·鲍德温
- 切尔西·玛格丽特 饰 法国母亲
- 杰里米·沙达 饰 让·弗朗索瓦
- 弗雷德·塔塔西奥雷 饰 塞缪尔·L·杰克逊
- 格雷格·巴洛拉、斯科特·兰德和托尼·乌尔巴诺 饰 首席木偶师

影片还出现了一名扮成金日成巨型雕像的男子、两只扮成豹的黑猫、两只护士鲨和一只蟑螂，利用与木偶的尺寸差异制造幽默效果。巴比双胞胎的海报出现在时代广场的广告牌上，使她们成为影片中唯一非木偶的人类。

## 制作

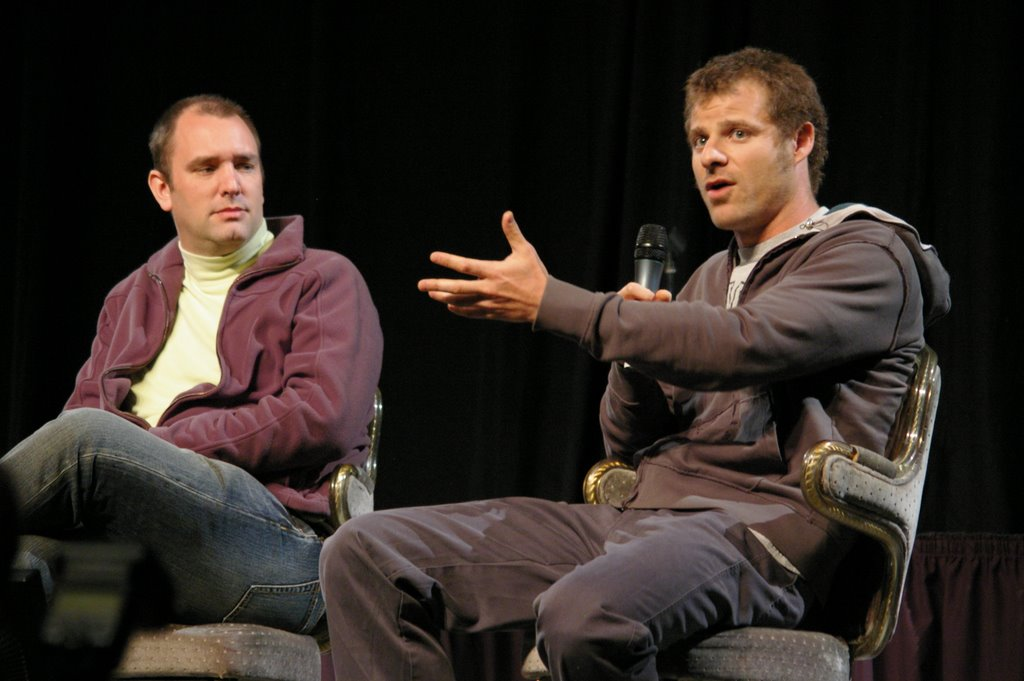
创作者特雷·帕克（左）和马特·斯通（右）在制作《美国战队：世界警察》时因其频繁的档期而精疲力尽。

### 开发
影片的起源是帕克和斯通在无聊时观看格里·安德森和西尔维亚·安德森的《雷鸟神机队》电视节目。帕克发现该系列无法吸引他童年的兴趣，因为“对话过于说教和缓慢，而且非常严肃”。 两人询问了该系列的版权，发现环球影业正在制作由乔纳森·弗雷克斯执导的《雷鸟神机队》真人版电影。帕克说：“我们说，‘什么？乔纳森·弗雷克斯在导演木偶？’然后我们发现是真人版，我们很失望。”
2002年10月17日，新闻报道了两人签约创作这部电影，斯通透露这将是对安德森的致敬。 2003年6月，新闻得到确认，《综艺》引用斯通的话说：“我们想要做的是对杰瑞·布鲁克海默制作的这些超级重要的大型动作片的讽刺。”
在制作开始前，《美国战队：世界警察》由派拉蒙影业的斯科特·鲁丁支持，他曾是帕克和斯通的上一部电影《南方公园剧场版》的执行制片人。在制作《南方公园》电影的“麻烦”之后，帕克和斯通发誓不再制作另一部电影。 其他工作室高管最初对这个项目不感兴趣：工作室赞成影片缺乏政治正确，但对使用木偶感到困惑。高管们解释说，他们无法从一部R级的木偶电影中获利，帕克反驳说，类似的说法也曾针对R级的动画音乐剧《南方公园》电影，但它已成为票房热门。 维亚康姆（派拉蒙的母公司）联合总裁汤姆·弗雷斯顿也支持这部电影，认为派拉蒙应该在成人导向电影如《复制娇妻》失败后，制作更多吸引儿童和年轻人的低预算电影。 据帕克和斯通说，高管们在看到影片制作的样片后最终被说服。

### 编剧
帕克、斯通和长期合作编剧帕姆·布雷迪花了近两年时间完善《美国战队》的剧本。为了寻找灵感，他们研究了许多流行的动作和灾难电影，如《异形》、《壮志凌云》和《反恐特警组》。 两人观看了《珍珠港》以掌握木偶相互凝视时的细微差别，并以本·阿弗莱克为原型。 为了塑造影片的原型英雄（从真正的信徒到不情愿的英雄再到出卖朋友以换取更大荣耀的人），他们阅读了约瑟夫·坎贝尔的书籍。布雷迪说：“一方面，这是一个大讽刺。但另一方面，它是关于外交政策的。” 剧本的初稿在伊拉克战争之前很久就已完成。 影片针对各种名人，其中许多在2003年公开反对伊拉克战争。布雷迪解释说，影片对名人的处理源于她在伊拉克战争初期对名人占据屏幕时间而非外交政策专家的恼火。

### 拍摄
影片的中心概念构思容易，但执行困难。 《美国战队》由约200人的团队制作，有时需要四人同时操作一个木偶。两人被迫在制作过程中不断重写剧本，因为木偶的局限性。270个木偶角色由奇奥多兄弟创作，他们曾为《精灵》和《恐龙》等电影设计木偶。服装师负责确保1000多套服装保持协调和逼真。
制作于2004年5月23日开始。 项目在制作初期多次中断。 拍摄一开始，帕克和斯通就努力寻找合适的喜剧基调；原剧本包含更多笑话。拍摄第一个场景后，两人意识到笑话不起作用，幽默反而来自木偶。 “木偶讲笑话并不好笑，”斯通发现。“但当你看到木偶演情节剧，吐血并谈论他们童年时被强奸的经历，那就好笑了。” 拍摄由三个单位同时拍摄不同部分。有时，制作人会设置多达五个摄像机来捕捉场景。 影片主要基于1982年的邪典经典动作片《Megaforce》，帕克和斯通是其粉丝。许多创意被复制，如飞行摩托车场景。
影片力求逼真，导致在制作过程中多次重拍场景，因为帕克和斯通对细节和工艺的执着。例如，一把微型乌齐冲锋枪的制作成本为1000美元，金正日的眼镜采用手工磨制的处方镜片。 尽管聘请了36名木偶操作员，木偶的简单表演几乎不可能；一个简单的饮酒镜头可能需要半天时间才能成功完成。 帕克和斯通在制作《美国战队》时认为这是“[他们]做过的最难的事情”。
电影制片人选择在拍摄时捕捉每一个特技，而不是依赖后期制作的计算机生成特效。 帕克将每个镜头比作一个复杂的数学问题。 2004年9月底的完成截止日期 对两位电影制片人造成了压力，木偶工作的各种困难也让他们备受煎熬。斯通将这部电影描述为“[我]生命中最糟糕的时光”，他依靠咖啡工作20小时，并服用安眠药入睡。 影片勉强在10月15日的上映日期前完成。在10月5日的洛杉矶新闻发布会上，记者们只看到了20分钟的精彩片段，因为没有完成的拷贝。 许多制片人在首映前才看到带有音效混音的整部电影。

### 剪辑
在将场景提交给美国电影协会之前，帕克就计划通过加入露骨的性爱场景来“玩得开心”。 两人知道这部大胆的电影会遭到一些反对，但当电影被评为最严厉的级别NC-17时，他们感到愤怒。原版的加里和丽莎的性爱场景时长一分半，被剪至50秒。原场景还包括两个木偶互尿和互便， 这是基于孩子们用芭比娃娃和肯娃娃开玩笑的行为。爱情场景的至少九个版本被提交给MPAA，委员会最终接受了经过调低的版本，获得R级。 帕克对比了MPAA对性爱场景的抵触和对暴力的接受：“与此同时，我们让其他木偶的头被炸掉，浑身是血，MPAA对此只字不提。” 除了性爱场景，MPAA还反对汉斯·布利克斯木偶被鲨鱼吃掉的场景。 斯通和帕克在1999年的电影《南方公园剧场版》中也曾面临类似的冲突。

### 音乐
影片的配乐由哈里·格雷格森-威廉斯作曲和指挥。配乐还包括狼穴乐队演唱的“魔毯飞行”、布袋寅泰演唱的“无荣誉或人性的战斗”、杰夫·福斯特曼演唱的“禁忌苦瓜舞”、库巴特演唱的“Bu Dünyada Aşkından Ölmek”，以及特雷·帕克的歌曲，包括“人人都有艾滋”、“自由不是免费的”、“美国，万岁”、“Derka Derk（恐怖分子主题）”、“只有女人”、“我好孤单”、“一个行为的结束”和“蒙太奇”以及“朝鲜旋律”。曾为帕克的《南方公园剧场版》配乐的马克·沙伊曼原本为影片配乐，但被格雷格森-威廉斯取代。

## 影片中讽刺的个人
影片中以木偶形式描绘并讽刺的名人包括迈克尔·摩尔、亚历克·鲍德温、肖恩·潘、蒂姆·罗宾斯、海伦·亨特、乔治·克鲁尼、丽芙·泰勒、马丁·辛、苏珊·萨兰登、珍妮·加洛法洛、马特·达蒙、塞缪尔·L·杰克逊、丹尼·格洛弗、伊桑·霍克、金正日、穆阿迈尔·卡扎菲、托尼·布莱尔、伊丽莎白二世、卡布斯·本·赛义德、菲德尔·卡斯特罗、彼得·詹宁斯和汉斯·布利克斯。几乎所有人都以血腥和暴力的方式被杀。
被讽刺者的反应不一；鲍德温觉得这个项目“非常有趣”， 并表示有兴趣为他的角色配音。 在2008年的一次视频采访中，鲍德温讲述了他的女儿爱尔兰的同学会背诵金正日的台词给他：“你一文不值，亚历克·鲍德温。”（原文如此） 肖恩·潘在影片中被描绘为对伊拉克在战队到来前的幸福和乌托邦状态发表夸张言论，他给帕克和斯通写了一封愤怒的信，邀请他们与他一起游览伊拉克，信末写着“去你的”。
据说乔治·克鲁尼和马特·达蒙是斯通和帕克的朋友，克鲁尼表示，如果他没有被包括在影片中，他会感到受辱。 达蒙被描绘成一个只会说自己名字的傻瓜。2016年被问及影片时，达蒙表示他对这种描绘感到困惑，因为他已经以“编剧和演员”闻名：
|  | […] 我一直对此感到困惑，我从未与特雷和马特谈过。顺便说一句，我认为他们是天才，我不轻易使用这个词。我认为他们是绝对的天才，他们所做的事情很棒，我是他们的忠实粉丝，但我从未完全理解这一点。 |

斯通和帕克早前在一次采访中表示，他们决定赋予达蒙这个角色的个性，只是因为看到了为他制作的木偶，“看起来有点智障”。
金正日是一位著名的电影爱好者， 从未公开评论他在《美国战队：世界警察》中的描绘，尽管在影片上映后不久，朝鲜要求捷克共和国禁止这部电影；该国拒绝，称这一要求是“破坏捷克共和国后共产主义时代自由的努力”。 电影制片人在DVD花絮中承认了这一点，并开玩笑地建议他演唱“我好孤单”。迈克尔·摩尔被描绘成一个吃热狗的暴食者，参与自杀式袭击，并被I.N.T.E.L.L.I.G.E.N.C.E.称为“巨大的社会主义黄鼠狼”。斯通在MSNBC的一次采访中解释了这种描绘的原因：
|  | 我们对迈克尔·摩尔有非常具体的怨恨，[…] 我接受了一次采访，他在《科伦拜校园事件》中没有曲解我或我说的任何话。但他做的是在我之后放了一个卡通[由摩尔撰写，哈罗德·莫斯动画和导演的“美国简史”]，让它看起来像是我们做的那个卡通。 |

 一个删除场景还展示了梅丽尔·斯特里普和本·阿弗莱克（他的头被真手代替）。

## 发行
《美国战队：世界警察》的全球首映于2004年10月14日在丹佛电影节的开幕日举行，派拉蒙影业于次日在美国影院上映。

### 家庭媒体
影片于2005年5月17日由派拉蒙家庭娱乐在美国发行DVD和VHS，分为R级和未分级版本。2017年8月1日，影片在美国发行蓝光光盘。
2023年7月25日，Shout! Factory发行了2碟蓝光版。
2024年6月25日，派拉蒙家庭娱乐首次发行了影片的Ultra HD Blu-ray，与蓝光版组合为“20周年限量版”。

## 评价

### 影评
在烂番茄上，《美国战队：世界警察》基于198条评论获得77%的支持率，平均得分为7.00/10。网站的共识是：“《美国战队》要么会冒犯你，要么会让你笑得前仰后合。很可能两者都会。” 在Metacritic上，影片基于38条评论获得64分（满分100），表示“普遍好评”。 CinemaScore调查的观众给影片打出“B”级（A+到F）。
彼得·特拉弗斯在《滚石》上称赞影片为“一部无情聪明的音乐剧，一部强有力的政治讽刺，以及对裸体木偶的最热门观察。” 好莱坞报道的柯克·霍尼卡特写道：“《美国战队：世界警察》之于政治评论，就像脱衣舞之于芭蕾。没有微妙之处。影片将粗鲁、脏话的政治讽刺瞄准各方——左翼、右翼和中间派——特雷·帕克和马特·斯通炸毁了世界的大部分，以及许多好莱坞名人的自尊。” 综艺的布赖恩·洛瑞对讽刺持积极态度，称影片“走得更远，惹怒所有人——包括欣然摧毁知名的好莱坞自由派，字面上和比喻上”，但对影片的其他方面不太积极：“总的来说，聪明的视觉片段和滑稽的歌曲并不能完全弥补许多平淡或过于夸张的段落。”洛瑞称赞歌曲“带来了电影的最大亮点”，并称赞制作设计是“真正的技术成就，以三分之一的比例重现了令人眼花缭乱的布景和服装，显然乐在其中——甚至用家猫代替可怕的豹。” 时代的理查德·科利斯也强调了制作：“真正的亮点在于制作设计的宏伟和细节，由吉姆·杜尔茨和大卫·洛克威尔设计。”
金·纽曼在帝国上称其为“一部不连贯的喜剧，作为流派嘲讽比政治讽刺更强。” 罗杰·埃伯特给影片打了1星（满分4星），写道：“我并不是因为电影的内容而感到冒犯，而是因为它的虚无主义”，并批评影片“对双方都冷嘲热讽”的态度，将其比作“一个在派对前喝了几杯的傲慢青少年，他们没有计划要冒犯谁，只是想尽可能冒犯。”
当代和回顾性的评论认为，影片针对美国的军国主义和好莱坞自由派的反应的。大卫·埃德尔斯坦在Slate的评论中称影片为“向美国傲慢和过度军国主义投掷的臭弹。” 在《村声》中，迈克尔·阿特金森写道：“疯狂的罗夏，TAWP似乎在美国军国主义和好莱坞自由派身上擦脏靴子。”
国家评论在线将影片列为“最佳保守电影”第24名。布赖恩·C·安德森写道，“影片对空洞的左翼名人激进主义的彻底厌恶在流行文化中无与伦比。” 政治和社会评论家安德鲁·沙利文认为影片在讽刺左翼和右翼对恐怖主义的态度方面非常出色。 沙利文（也是斯通和帕克其他作品的粉丝）推广了“南方公园共和党人”一词来描述自己和其他志同道合的财政保守派/社会自由主义者。帕克本人是一名注册的自由党人。 在影片上映前，它因嘲讽反恐战争而受到马特·德鲁奇和保守团体前进美国的批评。
在影片上映前，一名“布什政府高级官员”发表声明谴责影片。接到消息后，两人打电话发现这是一名“初级职员”，斯通开玩笑说：“是初级还是高级？我们在说什么？谁知道？可能是看门人。” 两人最终认为这是免费宣传，他们对此表示满意。 一些媒体将影片10月15日的上映解读为在11月选举前上映。帕克说上映日期与选举无关，由于制作延迟，日期被尽量推迟，但他们必须在10月20日返回《南方公园》。 《雷鸟神机队》的创作者格里·安德森本应在制作前与帕克会面，但他们取消了会面，承认他不会喜欢影片的脏话。安德森看了完成的影片，觉得“影片中有好的、有趣的部分，但语言不合我意。”

### 票房
《美国战队》在美国首映周末赚取1212.0358万美元，排名第三，仅次于《鲨鱼黑帮》和《胜利之光》。影片最终全球总票房为5094.664万美元，其中美国国内票房3288.6074万美元，国际票房1816.0566万美元。

### 电影制片人的回应
在影片上映后的一次采访中， BBC的安瓦尔·布雷特问：“在你选择的所有目标中，乔治·W·布什不是其中之一。为什么？” 斯通回答：“如果你想在美国看到对布什的抨击，你只需走10英尺就能找到。特雷和我总是被其他人不做的事情所吸引。坦率地说，那不是我们想拍的电影。” 在另一次采访中，帕克和斯通进一步澄清了影片结尾的含义，试图为美国作为“世界警察”的角色辩护：
|  | 因为那是我们制作电影时意识到的东西。这总是最难的部分。我们想处理这种作为美国人被憎恨的情绪。那是我们感兴趣的东西，让主角加里处理这种情绪。因此，他因为成为美国战队的一部分而感到羞耻，感到羞耻，他意识到，就像他让哥哥被大猩猩杀害一样——他没有杀害哥哥；他是个混蛋，不是个混蛋——美国在世界上也有这样的角色，作为一个混蛋。警察是混蛋，你他妈的讨厌警察，但你需要他们。 |

### 奖项
在《卫报》对全球喜剧演员的调查中，影片被列入50部最有趣的电影之一。 2010年，《卫报》将影片列为有史以来第4部最佳喜剧电影。 2019年，《卫报》在21世纪100部最佳电影中将影片排在第10位。 导演昆汀·塔伦蒂诺将《美国战队：世界警察》列入他自1992年（他的电影生涯开始时）以来发布的20部最佳电影之一，导演埃德加·赖特将其列为他1000部最喜爱的电影之一。
| 奖项         | 类别                                       | 提名 | 结果 |
| ------------ | ------------------------------------------ | --- | ---- |
| 帝国奖       | 最佳喜剧                                   | 《美国战队：世界警察》 | 獲獎 |
| 金施莫斯奖   | 年度最佳喜剧 电影最佳音乐 电影中最难忘场景 | 《美国战队：世界警察》 | 提名 |
| 金预告片奖   | 最佳喜剧                                   | 《美国战队：世界警察》 | 提名 |
| IFMCA奖      | 喜剧电影最佳原创配乐                       | 哈里·格雷格森-威廉斯 | 提名 |
| 金卷轴奖     | 故事片最佳音效剪辑 – 动画                  | 布鲁斯·豪威尔（监督音效编辑） 贝丝·斯特纳（监督音效编辑） 托马斯·W·斯莫尔（监督拟音编辑） 莉迪亚·奎迪拉（监督对话编辑） 罗伯特·乌尔里希（监督ADR编辑） 查克·迈克尔（音效编辑） 彼得·津达（音效编辑） 乔恩·泰特尔（音效编辑） 迈克尔·坎珀（音效编辑） 道格·杰克逊（音效编辑） 卡里·巴特勒（音效编辑/对话编辑） 弗雷德·伯克（拟音编辑） 斯科特·柯蒂斯（拟音编辑） 尼克·拉特纳（音乐编辑） | 提名 |
| MTV电影奖    | 最佳动作场面                               | 《美国战队：世界警察》 | 提名 |
| OFCS奖       | 最佳动画长片                               | 《美国战队：世界警察》 | 提名 |
| 人民选择奖   | 最受欢迎动画电影                           | 《美国战队：世界警察》 | 提名 |
| 金卫星奖     | 最佳动画或混合媒体电影                     | 《美国战队：世界警察》 | 提名 |
| 青少年选择奖 | 最佳动画/电脑生成电影                      | 《美国战队：世界警察》 | 提名 |

## 配乐
影片的配乐于2004年10月19日发行，2005年1月10日由大西洋唱片发行CD。
所有歌曲由特雷·帕克创作和表演，除非另有说明。
| 曲序     | 曲目                       | 词曲                                                | 艺术家               | 时长  |
| -------- | -------------------------- | --------------------------------------------------- | -------------------- | ----- |
| 1.       | 人人都有艾滋               | 特雷·帕克 马克·沙伊曼                               |                      | 1:15  |
| 2.       | 自由不是免费的             |                                                     |                      | 2:36  |
| 3.       | 美国，万岁                 |                                                     |                      | 2:07  |
| 4.       | Derka Derk（恐怖分子主题） |                                                     |                      | 0:47  |
| 5.       | 只有女人                   |                                                     |                      | 2:56  |
| 6.       | 我好孤单                   |                                                     |                      | 1:55  |
| 7.       | 美国，万岁（失望混音）     |                                                     |                      | 0:55  |
| 8.       | 一个行为的结束             |                                                     |                      | 2:20  |
| 9.       | 蒙太奇                     |                                                     |                      | 2:03  |
| 10.      | 朝鲜旋律                   |                                                     |                      | 1:45  |
| 11.      | 美国战队进行曲             | 斯蒂芬·巴顿 哈里·格雷格森-威廉斯 詹姆斯·麦基·史密斯 | 哈里·格雷格森-威廉斯 | 5:31  |
| 12.      | 丽莎和加里                 | 格雷格森-威廉斯 史密斯                              | 格雷格森-威廉斯      | 6:14  |
| 13.      | F.A.G.                     | 格雷格森-威廉斯 史蒂夫·贾布隆斯基                   | 格雷格森-威廉斯      | 2:34  |
| 14.      | 对你发动圣战               | 格雷格森-威廉斯 贾布隆斯基                          | 格雷格森-威廉斯      | 3:44  |
| 15.      | 金正日                     | 格雷格森-威廉斯 贾布隆斯基 史密斯                   | 格雷格森-威廉斯      | 5:58  |
| 16.      | 拉什莫尔山                 | 巴顿 格雷格森-威廉斯                                | 格雷格森-威廉斯      | 4:21  |
| 总时长： | 总时长：                   | 总时长：                                            | 总时长：             | 47:00 |

未收录在配乐中的特色歌曲：
| 名称                        | 艺术家        |
| --------------------------- | ------------- |
| “魔毯飞行”                  | 狼穴乐队      |
| “无荣誉或人性的战斗”        | 布袋寅泰      |
| “禁忌苦瓜舞”                | 杰夫·福斯特曼 |
| “Bu Dünyada Aşkından Ölmek” | 库巴特        |

## 影响
在2014年12月和平卫士对《采访》放映的恐怖威胁后，导致索尼影业取消影片上映， 包括阿拉莫电影院在内的几家影院抗议这一损失，计划免费放映《美国战队：世界警察》。 然而，派拉蒙从包括克利夫兰、亚特兰大和新奥尔良在内的影院撤回了《美国战队》的发行。 这一行动被总统巴拉克·奥巴马视为好莱坞制片厂对言论自由的攻击， 其他人则认为是纯粹的懦弱行为。 据报道，嘲讽金正日的影片片段将与《采访》的拷贝一起，被朝鲜脱北者通过气球送入朝鲜，以启发对西方世界观点的教育。

## 引用作品
- 莫里亚蒂访问马特和特雷在《美国战队》片场！ – AintItCool.com的片场报道
- 美国战队：世界警察 – LatinoReview.com的剧情简介、片段和图片
- (2004年10月). 玩：南方公园的木偶政权. Wired 12.10. 2004年10月6日.
- BBC采访 马特·斯通
- 美国战队 – 酒吧里的家伙哲学 作曲家M.雷格蒂恩
- 杜博夫斯基, 杰克·柯蒂斯. . 唐纳利, 凯文·J.; 卡罗尔, 贝丝  (编). . 爱丁堡: 爱丁堡大学出版社. 2017: 40–57. ISBN 9781474413138.